# Burnham (månekrater)
Burnham er et lille nedslagskrater på Månen. Det befinder sig på Månens forside og er opkaldt efter den amerikanske astronom Sherburne W. Burnham (1838 – 1921).
Navnet blev officielt tildelt af den Internationale Astronomiske Union (IAU) i 1935.
Observation af krateret rapporteredes første gang i 1898 af Johann Nepomuk Krieger.

## Omgivelser
Burnhamkrateret ligger sydøst for Albategniuskrateret i et temmelig jævnt område af Månens overflade. Mod sydvest ligger Vogelkrateret.

## Karakteristika
Den irregulære tand-lignende form på Burnhamkraterets rand stikker ud mod sydvest, hvilket giver kratervæggen et forvredet, asymmetrisk udseende. Der er brud i randen mod nordvest og sydvest, hvoraf det sidstnævnte danner en dal af en længde på omkring 15 km. Kraterbunden er stærkt ujævn og irregulær og mangler en central top.

## Satellitkratere
De kratere, som kaldes satellitter, er små kratere beliggende i eller nær hovedkrateret. Deres dannelse er sædvanligvis sket uafhængigt af dette, men de får samme navn som hovedkrateret med tilføjelse af et stort bogstav. På kort over Månen er det en konvention at identificere dem ved at placere dette bogstav på den side af satellitkraterets midte, som ligger nærmest hovedkrateret. Burnhamkrateret har følgende satellitkratere:
| Burnham | Længde  | Bredde | Diameter |
| ------- | ------- | ------ | -------- |
| A       | 14,8° S | 7,1° Ø | 7 km     |
| B       | 15,3° S | 7,3° Ø | 4 km     |
| F       | 14,3° S | 6,9° Ø | 9 km     |
| K       | 13,6° S | 7,4° Ø | 3 km     |
| L       | 14,2° S | 7,6° Ø | 4 km     |
| M       | 14,1° S | 9,0° Ø | 9 km     |
| T       | 14,7° S | 9,6° Ø | 4 km     |

## Måneatlas
- Billeder af Burnhamkrateret i LPI-måneatlasset